# McHenry (Illinois)
McHenry és una ciutat dels Estats Units a l'estat d'Illinois. Segons el cens del 2000, McHenry tenia 21.501 habitants, 7.872 habitatges, i 5.557 famílies. La densitat de població era de 714,4 habitants/km².
Dels 7.872 habitatges en un 38,7% hi vivien nens de menys de 18 anys, en un 57,2% hi vivien parelles casades, en un 9,5% dones solteres, i en un 29,4% no eren unitats familiars. En el 24,7% dels habitatges hi vivien persones soles el 9,9% de les quals corresponia a persones de 65 anys o més que vivien soles. El nombre mitjà de persones vivint en cada habitatge era de 2,7 i el nombre mitjà de persones que vivien en cada família era de 3,25.
Per edats la població es repartia de la següent manera: un 28,5% tenia menys de 18 anys, un 7,8% entre 18 i 24, un 32,7% entre 25 i 44, un 19,9% de 45 a 60 i un 11% 65 anys o més.
L'edat mediana era de 34 anys. Per cada 100 dones de 18 o més anys hi havia 91,2 homes.
La renda mediana per habitatge era de 55.759 $ i la renda mediana per família de 66.040 $. Els homes tenien una renda mediana de 46.552 $ mentre que les dones 29.808 $. La renda per capita de la població era de 23.272 $. Aproximadament el 3,8% de les famílies i el 4,6% de la població estaven per davall del llindar de pobresa.

## Poblacions properes
El següent diagrama mostra les poblacions més properes.